# Internationale Mathematische Union
Die Internationale Mathematische Union (IMU) ist eine internationale Nichtregierungsorganisation zur Förderung der internationalen Zusammenarbeit auf dem Gebiet der Mathematik. Sie ist Mitglied des Internationalen Wissenschaftsrats (ISC) und ist seit 1962 Mitorganisator des Internationalen Mathematikerkongress (ICM). Ihre Mitglieder sind nationale mathematische Organisationen in mehr als 80 Ländern.
Als Dachorganisation aller mathematischen Gesellschaften fördert die IMU die internationale Zusammenarbeit auf diesem Fachgebiet, beschäftigt sich mit Fragen der mathematischen Ausbildung, unterstützt den Aufbau der Infrastruktur für die Ausbildung und Forschung in Entwicklungsländern, organisiert die Weltkongresse der mathematischen Gemeinschaft und verleiht Preise für herausragende mathematische Forschungsergebnisse, u. a. die Fields-Medaillen, den „Nobelpreis der Mathematik“, die auf dem ICM vergeben werden.

## Geschichte
Die IMU wurde in ihrer ursprünglichen Form während des sechsten Internationalen Mathematikerkongresses gegründet, der vom 22. bis zum 30. September 1920 in Straßburg stattfand.
Anfangs war die Internationalität der Gesellschaft stark überschattet von dem Bemühen insbesondere Frankreichs, nach dem Ersten Weltkrieg deutsche und österreichische Mathematiker aus der IMU und von den Internationalen Mathematikerkongressen (ICM) auszuschließen. Besonders hervor tat sich dabei Émile Picard, von 1919 bis 1936 Präsident des International Research Council, aus dem auch die IMU hervorging, und 1929 bis 1931 Ehrenpräsident der IMU. Beispielsweise weigerte sich Dänemark auf Betreiben von Harald Bohr deshalb, der IMU beizutreten.
Erst 1928 gelang es Salvatore Pincherle auf dem von ihm organisierten ICM in Bologna diese nationalistischen Tendenzen zu überwinden, allerdings nicht in der IMU selbst. Ausschlaggebend dabei war auch die ablehnende Haltung britischer (Godfrey Harold Hardy) und US-amerikanischer Mathematiker gegenüber Frankreich. Aufgrund dieser Zwistigkeiten hörte die IMU ab 1932 praktisch auf zu existieren und wurde, trotz Rettungsbemühungen ihres letzten Präsidenten William Henry Young, 1936 offiziell aufgelöst.
Zur offiziellen Wiedergründung kam es erst nach dem Zweiten Weltkrieg, als 1950 in New York eine neue Satzung beschlossen wurde, die ein Jahr später in Kraft trat. Die erste Tagung fand 1952 in Rom statt. Die Fehler der Zeit nach dem Ersten Weltkrieg wurden nicht wiederholt, auch weil nun US-Amerikaner den Ton angaben, insbesondere Marshall Stone, der 1950 den ersten ICM an der Harvard University organisiert hatte und 1952 zum ersten Präsidenten der wiedererrichteten IMU ernannt wurde. Ein Ausschluss von Staaten war nach den neuen Statuten nicht mehr möglich. Auch französische Mathematiker nahmen damals eine andere Haltung ein, insbesondere Henri Cartan, der gleich nach dem Zweiten Weltkrieg enge Beziehungen zu deutschen Mathematikern (besonders Heinrich Behnke in Münster) knüpfte.
Neue Probleme entstanden aus dem Ost-West-Konflikt und anderen Konflikten wie zwischen der Volksrepublik China und Taiwan. 1982 wurde der ICM in Warschau wegen des damals verhängten Kriegsrechts um ein Jahr verschoben. Wegen der restriktiven Reisepolitik der Sowjetunion (zum Beispiel für jüdische Mathematiker) kam es mehrfach zu Konflikten mit US-amerikanischen Vertretern in der IMU, so in den 1970er Jahren zwischen Lew Pontrjagin und Nathan Jacobson (beide Vizepräsidenten der IMU).

## Standort

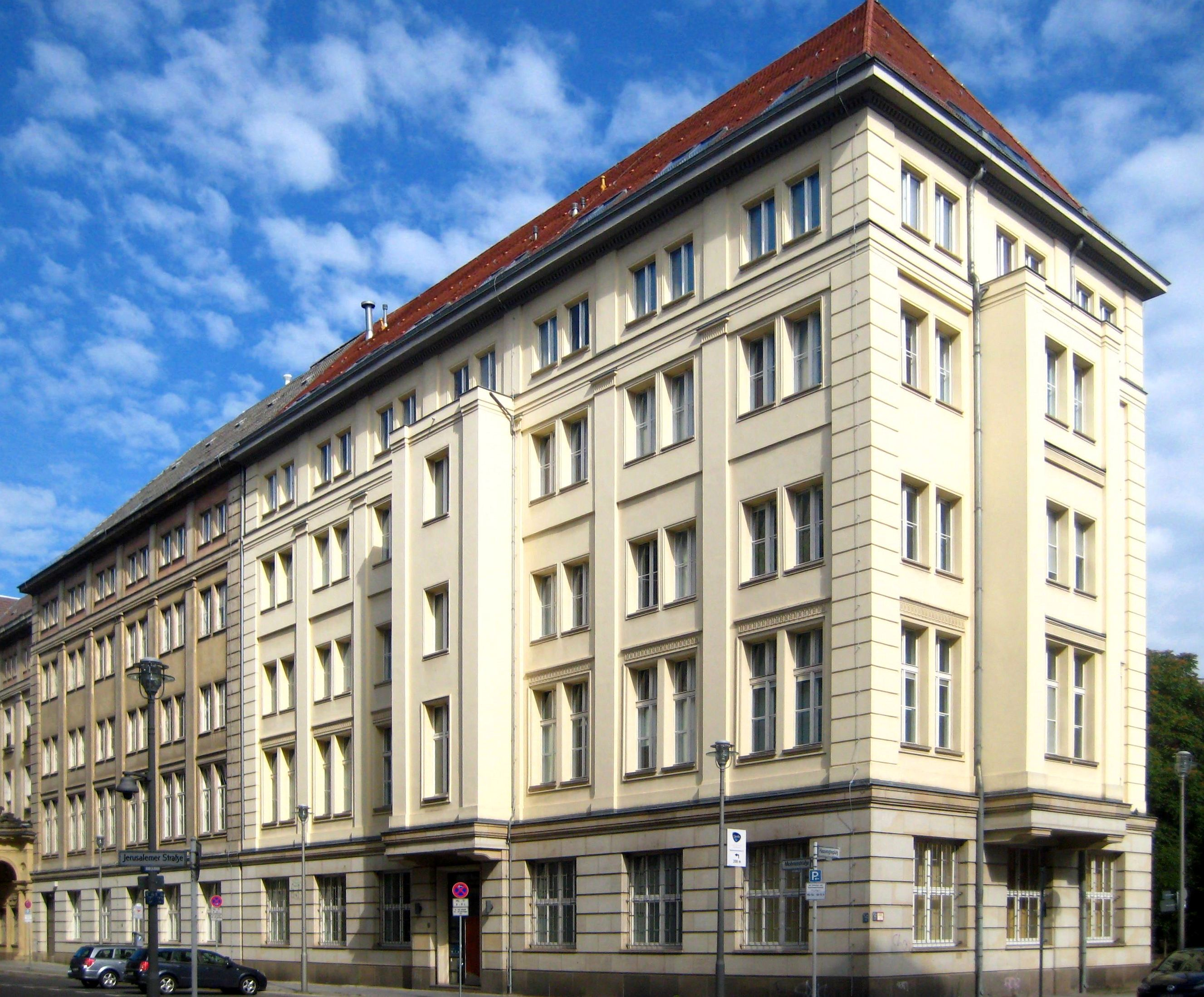
Sitz des Sekretariats der Internationalen Mathematischen Union (Weierstraß-Institut in Berlin)

Als Sitz wurde 2010 Berlin gewählt, am Weierstraß-Institut für Angewandte Analysis und Stochastik. Zuvor wanderte der Hauptsitz mit dem jeweils gewählten Generalsekretär von Land zu Land.

## Mitglieder
Als Mitglieder können nur Länder beitreten, vorausgesetzt, sie haben mindestens vier promovierte Mathematiker. Diese werden von sogenannten „Adhering Organizations“ z. B. mathematischen Gesellschaften, Wissenschaftsorganisationen, Forschungsinstitutionen vertreten. Die Länder werden in fünf Klassen eingeteilt, mit entsprechender Anzahl Vertreter in der IMU. Auch die Beitragssätze sind danach gestaffelt, wobei die Klasse 5 die höchsten Beiträge zahlt. Deutschland wird in der IMU von der Deutschen Mathematiker-Vereinigung (DMV) vertreten. Länder, die weniger als vier promovierte Mathematiker haben, können als assoziierte Mitglieder aufgenommen werden. Zudem gibt es „affiliate members“.

## Preisverleihungen
Preise der IMU, die auf den ICM verliehen werden, sind neben der Fields-Medaille die IMU-Abakus-Medaille, die Chern-Medaille, der Carl-Friedrich-Gauß-Preis, die ICM Emmy Noether Lecture und der Leelavati-Preis.
Mit ihr verbunden ist die International Commission on Mathematical Instruction (ICMI).

## Präsidenten
- 1952–1954: Marshall Harvey Stone
- 1955–1958: Heinz Hopf
- 1959–1962: Rolf Nevanlinna
- 1963–1966: Georges de Rham
- 1967–1970: Henri Cartan
- 1971–1974: K. Chandrasekharan
- 1975–1978: Deane Montgomery
- 1979–1982: Lennart Carleson
- 1983–1986: Jürgen Moser
- 1987–1990: Ludwig Faddejew
- 1991–1994: Jacques-Louis Lions
- 1995–1998: David Mumford
- 1999–2002: Jacob Palis
- 2003–2006: John M. Ball
- 2007–2010: László Lovász
- 2011–2014: Ingrid Daubechies
- 2015–2018: Shigefumi Mori
- 2019–2022: Carlos Kenig
- 2023–0000: Hiraku Nakajima